# Pomnik Gebharda von Blüchera we Wrocławiu
Pomnik Gebharda von Blüchera (niem. Blücherdenkmal) – pomnik pruskiego feldmarszałka Gebharda Leberechta von Blüchera, który znajdował się we Wrocławiu na placu Solnym. Usunięty w 1944 roku.

## Historia
W 1815 pomnik zaprojektowali: rzeźbiarz Christian Daniel Rauch i architekt Carl Ferdinand Langhans z Berlina. 27 listopada 1824 gotowy posąg przybył do Wrocławia, jednak granitowy cokół ze względu na brak funduszy nie był gotowy i dlatego pomnik odsłonięto dopiero 26 sierpnia 1827, a Plac Solny przemianowano na Plac Blüchera (niem. Blücherplatz).
Na jesieni 1944 w obawie przed zniszczeniem, posąg zdjęto z cokołu i zakopano w Ogrodzie Botanicznym. Po wojnie posąg wykopano i w 1949 przetopiono. W miejscu, gdzie stał pomnik postawiono Małą Iglicę.

## Projekt i wymowa
Posąg z brązu przedstawiał Blüchera ubranego w rzymską togę, z lewą ręką wyciągniętą ku górze, w prawej trzymał miecz. Cztery orły u podstawy pomnika połączone były girlandami. Dedykacyjny napis głosił: Mitt Gott fuer Koenig und Vaterland (pol. Z Bogiem za Króla i Ojczyznę).